# László Fábián
László Fábián, född den 18 februari 1963 i Budapest, Ungern, är en ungersk idrottare inom modern femkamp och fäktning.
Han tog OS-guld i lagtävlingen i samband med de olympiska tävlingarna i modern femkamp 1988 i Seoul.